# 中臣悠月
中臣 悠月（なかとみ ゆづき）は、日本の小説家、ケータイ小説家、漫画原作者である。

## 来歴
法政大学大学院人文科学研究科日本文学専攻博士課程修了。大学院では、『源氏物語』と平安時代の宗教・民間信仰を中心に研究。フリーランスライターを経て、ケータイ小説家、漫画原作者としての活動を開始する。
ボーイズラブを中心に、執筆した小説が漫画化されている。
2016年6月23日、第1回カクヨムWeb小説コンテスト恋愛・ラブコメ部門大賞を受賞。角川ビーンズ文庫より受賞作「平安時代にタイムスリップしたら紫式部になってしまったようです」が同年12月24日発売された。

## 人物
血液型はB型らしいが、電子書籍のプロフィールには「B型なのにO型疑惑をかけられることが多いB型です」と記載している。

## 作品リスト

### 単行本
小説
- 平安時代にタイムスリップしたら紫式部になってしまったようです (角川ビーンズ文庫、2017年1月、絵︰すがはら竜)
- 凰姫演義 救国はお見合いから!? (角川ビーンズ文庫、2017年12月、絵︰伊沢玲)
- 凰姫演義 革命が呼ぶ恋の波乱!? (角川ビーンズ文庫、2018年6月、絵︰伊沢玲)

### ネット上
漫画
- 貴族的恋愛作法〜Sweet Love Place〜（作画：麻生かおる、インタープレイ・いるかネットブックス）
- 蛇淫（作画：ふゆずきひかや、インタープレイ・いるかネットブックス）

コラム
- すれ違い胸キュンLOVE! じらしプレイで萌えさせて!（BLサイトちるちる）[2]